# Ивановская (Сямженский район)
Ивановская — деревня в Сямженском районе Вологодской области.
Входит в состав Ногинского сельского поселения, с точки зрения административно-территориального деления — в Ногинский сельсовет.
Расстояние по автодороге до районного центра Сямжи — 24,5 км, до центра муниципального образования Ногинской — 21 км. Ближайшие населённые пункты — Пигилинская, Чаглотово, Давыдовская.
По переписи 2002 года население — 11 человек.